# Byggningaån
Byggningaån este o arie protejată (arie specială de conservare — SAC, sit de importanță comunitară — SCI) din Suedia întinsă pe o suprafață de 90,4 ha, integral pe uscat.

## Localizare
Centrul sitului Byggningaån este situat la coordonatele 61°46′47″N 12°51′19″E / 61.7797°N 12.8554°E.

## Înființare
Situl Byggningaån a fost declarat sit de importanță comunitară în ianuarie 1998 pentru a proteja 3 specii de plante. Situl a fost protejat și ca arie specială de conservare în martie 2011.

## Biodiversitate
Situată în ecoregiunea boreală, aria protejată conține 4 habitate naturale: Taiga vestică, Mlaștini alcaline, Cursuri de apă de la nivel de câmpie la nivel montan, cu vegetație Ranunculion fluitantis și Callitricho-Batrachion, Mlaștini împădurite.
La baza desemnării sitului se află mai multe specii protejate de  plante (3): papucul doamnei (Cypripedium calceolus), Herzogiella turfacea, Scapania massalongii.